# CYCLADES
CYCLADES – francuski projekt sieci opartej na zasadzie przełączania pakietów, której twórcą był Louis Pouzin. Sieć była podobna do amerykańskiego Arpanetu.